# Karmagedon
Karmagedon – szesnasty studyjny album polskiego rapera Tedego. Płyta ukazała się 9 maja 2019 roku nakładem wytwórni Wielkie Joł. Dystrybucją płyty zajęła się wytwórnia Asfalt Records. Album został wyprodukowany w całości przez Sir Micha.
Nagrania uzyskały status złotej płyty.

## Lista utworów
Źródło:
1. „Kartagedon” (gościnnie Agata Buczkowska)
2. „One Star” (gościnnie Timon)
3. „Jeeebać Łaków” (gościnnie Z.B.U.K.U)
4. „CA$HPIROV$KY”
5. „Boatever”
6. „Cafe O'belga” (gościnnie Pan Zgrywus)
7. „Tylko Tyle”
8. „Dura Flex Sed Flex”
9. „9więć Ich” (gościnnie Timon)
10. „Pump Air Nikel” (gościnnie Agata Rfn)
11. „Ryyyj”
12. „Hoespicjum”
13. „Się Nie Orrrraj”
14. „Gangin'”
15. „Jack Strong”
16. „7iedem” (gościnnie DT The Artist)
17. „R. Kelly” (gościnnie
18. „Jeeebać Łaków Remix” (gościnnie Tymek, Teabe, Jnr, Mosad, Dwa Sławy, Wac Toja, Abel, Gedz, Fokus, Te-Tris, Otsochodzi, Włodi)
19. „Mamrotrap”
20. „Inbox” (gościnnie Ewa Urban, Milena Szymańska)
21. „Biełyje Nosy” (gościnnie Książę Kapota)